# Luigi Durand de la Penne (homme politique)
Pour les articles homonymes, voir Luigi Durand de la Penne, Durand et Penne.
Luigi Felice Giuseppe Mario Durand de la Penne, né le 23 février 1838 à Nice (alors province de Nice du royaume de Sardaigne) et mort le 25 août 1921 à La Penne (Alpes-Maritimes), est un général et homme politique sarde, puis italien.

## Biographie
Luigi Durand de la Penne entre très jeune à l'Académie militaire de Turin et devient officier du génie militaire en 1857.
Après avoir pris part au siège de Gaète en 1860 et en 1861, ainsi qu'à la deuxième et à la troisième guerre d'indépendance italienne, il est nommé à la tête du génie militaire de Rome en 1878 et, dans la nouvelle capitale italienne, y conçut l'hôpital militaire principal italien du Celio ; il est aussi le promoteur de la restauration de château Saint-Ange à Rome. Il devient major général en 1887 et, promu lieutenant général, devient inspecteur général du génie militaire italien (en italien : Arma del Genio) de juillet 1897 à février 1906.
En 1900, il est nommé sénateur du royaume d'Italie à la XXIe législature, du 16 juin 1900 au 18 octobre 1904.
Il meurt à La Penne, près de Nice, petit village des Alpes-Maritimes françaises, ancien fief de la famille, où il repose.
Luigi Durand de la Penne porte les titres de marquis et seigneur de La Penne et Chandol, Ubraye, Fugeiret, Saint Benoît.